# Hans Achterhuis

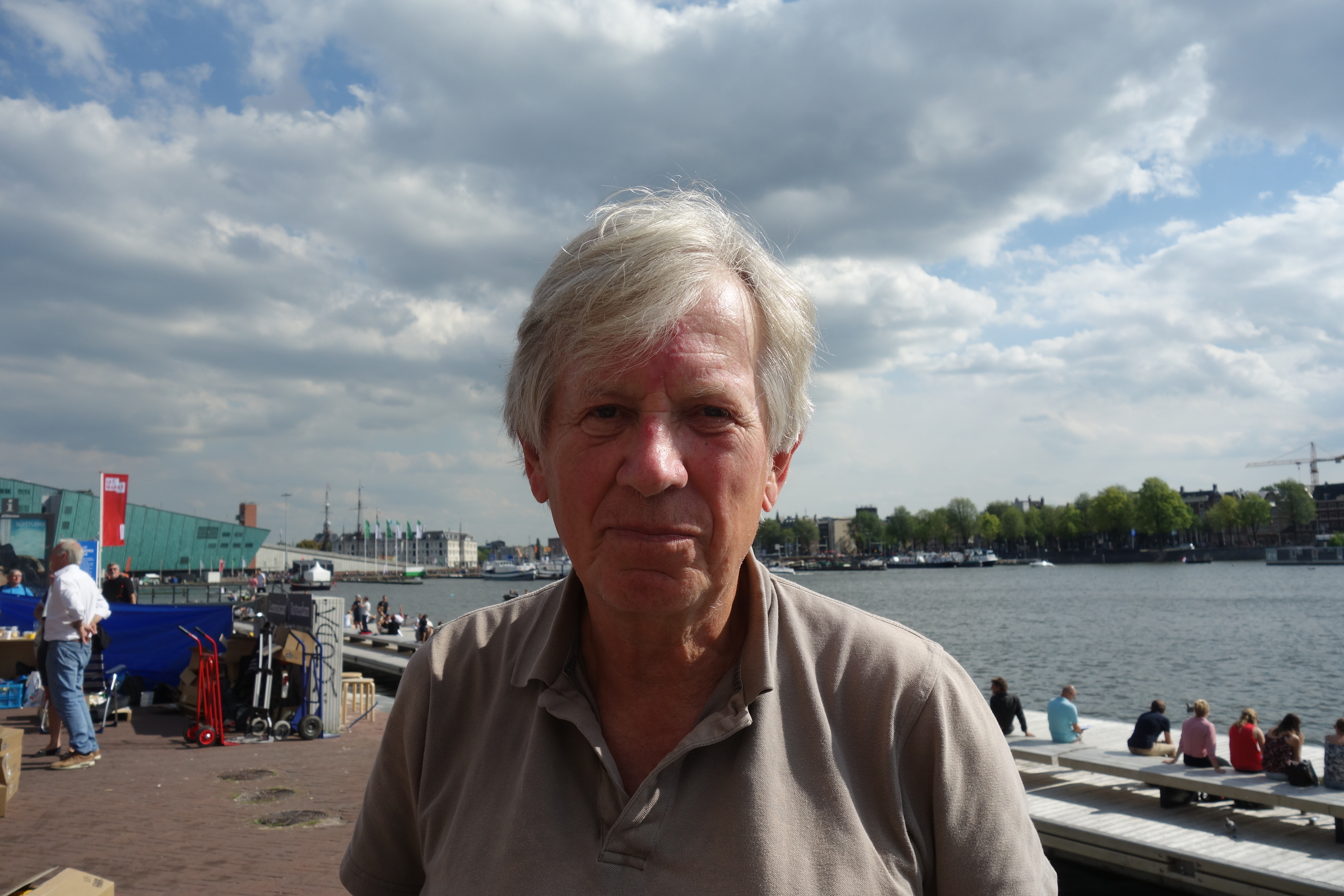
Hans Achterhuis (2017)

Hans Achterhuis (* 1. September 1942 in Hengelo) ist ein niederländischer Professor für angewandte Philosophie an der Universität Twente und einer der bekanntesten Philosophen der Niederlande. Er beschäftigt sich vor allem mit sozialer und politischer Philosophie sowie Technikphilosophie.
Seine Bücher behandeln die Utopie („De erfenis van de utopie“, „The Legacy of Utopia“) und die Beziehung zwischen Politik und Moral im Kosovokrieg („Politiek van Goede bedoelingen“, „Policy of good intentions“). Er ist Mitautor des Buches American Philosophy of Technology: the Empirical Turn, das unter Mitwirkung von Albert Borgmann, Andrew Feenberg, Donna Haraway, Don Ihde, Hubert Dreyfus und Langdon Winner entstand.

## Hauptgedanken
Seine Vorstellungen betreffen hauptsächlich die Philosophie von Gegenständen und plädieren für eine Moralität von Maschinen. Seiner Ansicht nach sollen Gegenstände mehr als moralisch neutrale Dinge sein und Menschen lenken wie Schranken, die einen in der U-Bahn zwingen, ein Ticket zu kaufen. Weiter sollten sie moralischen Druck ausüben, der noch effektiver sei als Strafandrohungen. Achterhuis nimmt an, Utopia sei gescheitert, aber die Welt könne noch immer verbessert werden, indem die Menschheit ihre Moral auf die sie umgebenden Maschinen und Geräte überträgt.

## Auszeichnungen
- 2009: Socratesbeker für Met alle geweld
- 2011: Socratesbeker für De utopie van de vrije markt

## Publikationen
- 1995: De utopie en haar verschijningsvorm, Amsterdam, Lumiance Lecture
- 1995: The History and Roots of Growth, in: van Dieren, W., Taking Nature into Account: a report to the Club of Rome, New York, Copernicus, Springer-Verlag New York Inc.: S. 15–27, (übersetzt ins Deutsche, Niederländische Französische, Italienische, Spanische und Japanische)
- 1996: La responsabilita tra il timore e l'utopia, in: Hottois, G., Pinsart, M.G.,Hans Jonas. Natura e responsabilita, Lecce, Italie; Edizioni Milella: S. 99–110
- 1997 Van Stoommachine tot cyborg, denken over techniek in de nieuwe wereld, Baarn, S. 7–16
- 1998: De erfenis van de utopie, S. 444 ff.
- 2001: American Philosophy of Technology: the Empirical Turn, Bloomington/Minneapolis: Indiana University Press
- 2007: Lof en troost van de filosofie, Amsterdam: Ambo
- 2008: Met alle geweld: Een filosofische zoektocht. Rotterdam: Lemniscaat
- 2010: De utopie van de vrije markt. Rotterdam: Lemniscaat
- 2014: De kunst van het vreedzaam vechten - co-auteur Nico Koning: Lemniscaat
- 2015: Erfenis zonder testament - co-auteur Maarten van Buuren: Lemniscaat
- 2016: De koning van Utopia: Lemniscaat
- 2019: Coetzee, een filosofisch leesavontuur: Lemniscaat
- 2021: Geloof in geweld: Lemniscaat